# 圣地亚哥-德尔科利亚多
圣地亚哥-德尔科利亚多是西班牙卡斯蒂利亚-莱昂阿维拉省的一个市镇。总面积43平方公里，总人口269人（2001年），人口密度6人/平方公里。